# NR0B2
NR0B2 (англ. Nuclear receptor subfamily 0 group B member 2) – білок, який кодується однойменним геном, розташованим у людей на короткому плечі 1-ї хромосоми.  Довжина поліпептидного ланцюга білка становить 257 амінокислот, а молекулярна маса — 28 058.
| 10         |  | 20         |  | 30         |  | 40         |  | 50         |
| ---------- |  | ---------- |  | ---------- |  | ---------- |  | ---------- |
| MSTSQPGACP |  | CQGAASRPAI |  | LYALLSSSLK |  | AVPRPRSRCL |  | CRQHRPVQLC |
| APHRTCREAL |  | DVLAKTVAFL |  | RNLPSFWQLP |  | PQDQRRLLQG |  | CWGPLFLLGL |
| AQDAVTFEVA |  | EAPVPSILKK |  | ILLEEPSSSG |  | GSGQLPDRPQ |  | PSLAAVQWLQ |
| CCLESFWSLE |  | LSPKEYACLK |  | GTILFNPDVP |  | GLQAASHIGH |  | LQQEAHWVLC |
| EVLEPWCPAA |  | QGRLTRVLLT |  | ASTLKSIPTS |  | LLGDLFFRPI |  | IGDVDIAGLL |
| GDMLLLR    |  |            |  |            |  |            |  |            |

A: Аланін

C: Цистеїн

D: Аспарагінова кислота

E: Глутамінова кислота

F: Фенілаланін

G: Гліцин

H: Гістидин

I: Ізолейцин

K: Лізин

L: Лейцин

M: Метіонін

N: Аспарагін

P: Пролін

Q: Глутамін

R: Аргінін

S: Серин

T: Треонін

V: Валін

W: Триптофан

Кодований геном білок за функціями належить до репресорів, рецепторів. 
Задіяний у таких біологічних процесах як транскрипція, регуляція транскрипції. 
Локалізований у цитоплазмі, ядрі.